# Chorinaeus laxicaudatus
Chorinaeus laxicaudatus är en stekelart som beskrevs av Mao-Ling Sheng och Zhang 1998. Chorinaeus laxicaudatus ingår i släktet Chorinaeus och familjen brokparasitsteklar. Inga underarter finns listade i Catalogue of Life.